# Best of the Best 4
 (juillet 2024).
Si vous disposez d'ouvrages ou d'articles de référence ou si vous connaissez des sites web de qualité traitant du thème abordé ici, merci de compléter l'article en donnant les références utiles à sa vérifiabilité et en les liant à la section « Notes et références ».
Pour les articles homonymes, voir Best of the Best (homonymie).
Série
Best of the Best 3
(1995)
Pour plus de détails, voir Fiche technique et Distribution.
Best of the Best 4 : Le Feu aux poudres (Best of the Best 4: Without Warning) est un film américain de Phillip Rhee sorti en 1998. 
C'est le quatrième et dernier opus d'une saga comprenant Best of the Best (1989), Best of the Best 2 (1993) et  Best of the Best 3 (1996).

## Sypnosis
Longtemps après la Guerre froide, les tensions restent vives entre les États-Unis et la Russie. Des trafiquants russes projettent en effet de subtiliser un puissant logiciel aux américains.

## Fiche technique
- Titre original : Best of the Best 4: Without Warning
- Titre français : Best of the Best 4 : Le Feu aux poudres
- Réalisation : Phillip Rhee
- Scénario : Phillip Rhee et Fred Vicarel
- Musique : David Grant
- Photographie : Michael Margulies
- Montage : Bert Lovitt
- Production : Phillip Rhee et Peter Strauss
- Sociétés de production : The Movie Group et Picture Securities
- Société de distribution : Dimension Films
- Pays de production :  États-Unis
- Langue : Anglais
- Format : Couleur - 35 mm - 1,85:1 - son Dolby SR
- Genre : Action, Drame
- Durée : 90 min/ (1h30)
- Public : Interdit aux moins de 12 ans
- Dates de sortie : 
  - États-Unis : 20 octobre 1998
  - France : octobre 1999 (directement en location)

## Distribution
- Phillip Rhee : Tommy Lee
- Ernie Hudson : le détective Gresko
- Tobin Bell : Lukasz Slava
- Paul Gleason : le père Gil
- Art LaFleur : « Big Joolie »
- Jessica Collins : Karina
- Chris Lemmon : le détective Jack Jarvis
- Sven-Ole Thorsen : Boris
- Jessica Huang : Stephanie Lee
- Thure Riefenstein : Yuri Slava
- Jill Ritchie : Mickey, la fille de Big Joolie
- Ilia Volok : Ilia
- Garrett Warren : Viktor
- David Fralick : Oleg
- Monte Perlin : Sergi
- Shauna O'Brien : la fille de Yuri (non crédité)
- Amy Rhee : la femme Tommy (non crédité)

## SagaBest of the Best
- 1989 : Best of the Best de Robert Radler, avec Eric Roberts, Phillip Rhee et Chris Penn
- 1993 : Best of the Best 2 de Robert Radler, avec Eric Roberts, Phillip Rhee et Chris Penn
- 1996 : Best of the Best 3 (Best of the Best 3: No Turning Back) de Phillip Rhee avec Phillip Rhee, Christopher McDonald et Gina Gershon
- 1998 : Best of the Best 4 (Best of the Best 4: Without Warning) de Phillip Rhee avec Phillip Rhee, Ernie Hudson et Art LaFleur